# 蘇厄德鎮區 (明尼蘇達州諾布爾斯縣)
蘇厄德鎮區（英語：Seward Township）是位於美國明尼蘇達州諾布爾斯縣的一個行政鎮區。

## 地方資料
蘇厄德鎮區的面積為92.45平方千米，當中陸地面積為92.14平方千米，而水域面積為0.31平方千米。根據2020年美國人口普查的數據，當地共有人口205人，而人口密度為每平方千米2.22人。